# Traité de Balta-Liman
Ne doit pas être confondu avec Convention de Balta-Liman.

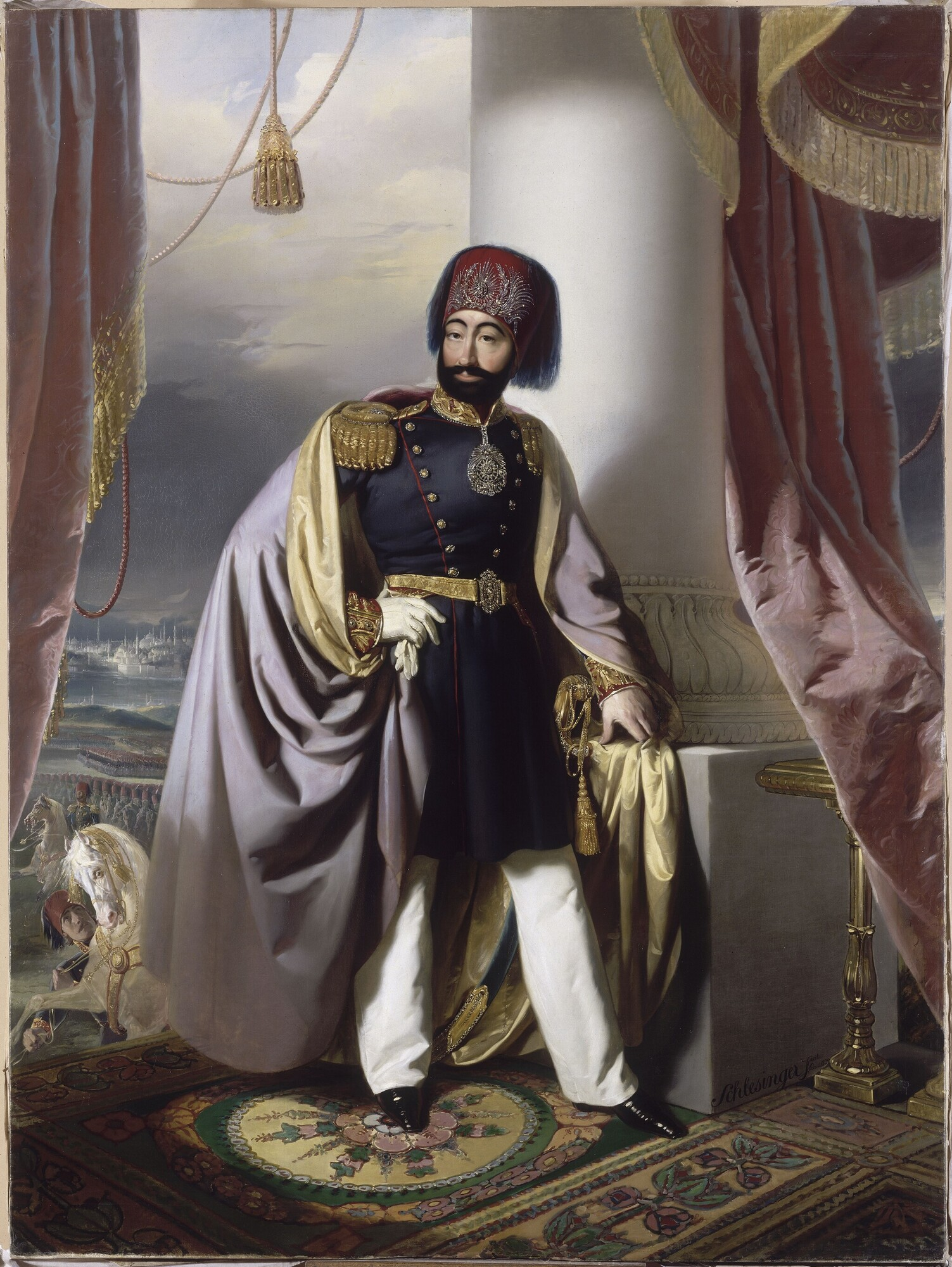
Peinture de Mahmoud II.

Le Traité de Balta-Liman ou le traité anglo-ottoman, est un accord diplomatique signé entre l'Empire ottoman et le Royaume-Uni en 1838, dans les bouches du Danube.
La signature eut lieu sur un vaisseau de ligne russe, fastueusement décoré, entre les représentants du sultan ottoman Mahmoud II et ceux de l'Empire britannique, en présence des observateurs de Méhémet Ali, le khédive de l’Égypte, et de ceux du tzar russe Nicolas Ier. Après avoir aidé Mahmoud II à réprimer les rebelles grecs en 1824, Méhémet Ali s'était lui-même rebellé contre l'Empire ottoman en faisant appel à la Grande-Bretagne et à la France. De son côté le sultan fit appel à la Russie, ce qui incita le Royaume-Uni à négocier avec les Ottomans afin de régler la question de l'Égypte dans le contexte du « Grand Jeu ».
Le traité aboutit à une série de compromis territoriaux et politiques qui ne satisfirent personne complètement, mais restaurèrent provisoirement la paix, reconnurent à Méhémet Ali une certaine autonomie en Égypte, au Proche-Orient, en Crète et à Chypre, renforcèrent le rôle de la Russie comme protectrice des chrétiens orthodoxes de l'Empire ottoman (« millet de Rum ») et assurèrent la liberté du commerce dans l'Empire ottoman (dont profita en premier lieu l'Empire britannique).

## Source
- Orlando Figes, The Crimean War : A History, Picador Publ., New York 2012 (1re éd. 2010)  (ISBN 9781250002525)